# ليسيبوس

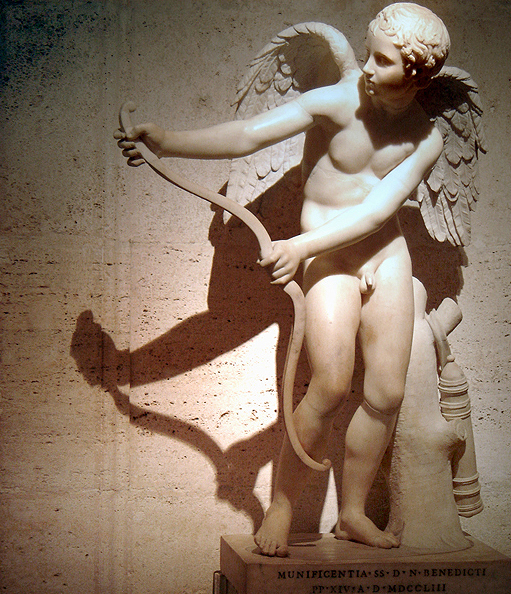
نسخة رومانية من "إيروس يضع الخيط على قوسه" موجود في متحف الكابيتولين في روما

ليسيبوس (باليونانية: Λύσιππος) هو نحات يوناني عاش في القرن الرابع قبل الميلاد. يعتبر مع سكوباس وبراكسيتيليز أحد أعظم النحاتين الثلاثة في العصر اليوناني الكلاسيكي، ومثّل عمله انتقال الفن اليوناني إلى العصر الهيلنستي. هناك مشاكل تواجه دراسة أعمال ليسيبوس بسبب صعوبة تحديد أسلوبه بين النسخ الباقية. كان يملك ورشة كبيرة وعددا كبيرا من التلاميذ، وبينهم ابنه يوثيكتاتيس، كما توجد دلائل على وجود سوق للنسخ عن أعماله، سواء في حياته أو في الأزمنة الهيلينستية أو الرومانية اللاحقة. وقد اقترن به تمثال «الشاب المنتصر» أو «تمثال غيتي البرونزي» والذي اكتشف في عام 1972.

## السيرة
ولد ليسيبوس في سيكيون حوالي عام 390 قبل الميلاد، وعمل في شبابه في حدادة البرونز. وعلّم نفسه فن النحت، ثم أصبح رئيس مدرسة أرغوس وسيكيون. ذكر بليني أنه صنع أكثر من 1500 عمل، وكلها من البرونز. تحدث المعلقون في زمنه عن نعومة ودقة وأناقة تناسق تماثيله، وكانت أنحف من الحجم المثالي الذي مثله بوليكليتوس وذات رؤوس أصغر نسبيًا، ما يعطيها انطباعًا بأنها أطول. كان مشهورا لاهتمامه بتفاصيل الجفون وأظافر الأصابع.
تلميذه، خاريس من ليندوس، بنى عملاق رودس، أحد عجائب الدنيا السبع في العالم القديم. هذا التمثال غير موجود اليوم، ويثار عليه الجدل حول ما إذا صُنعت أقسام منه بصبّ البرونز أو بطرق الصفائح البرونزية.

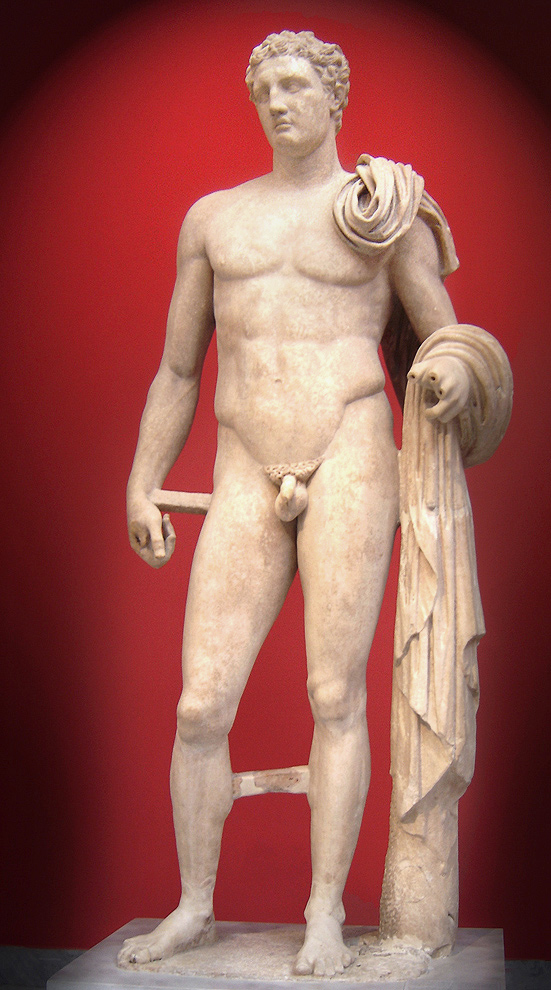
هرمس من أتلانتا، نسخة رخامية رومانية من تمثال برونزي مفقود ومنسوب إلى ليسيبوس (المتحف الأثري الوطني في أثينا)

## المهنة والتراث
خلف ليسيبوس في شهرته النحات الشهير بوليكليتوس. ومن بين الأعمال المنسوبة إليه التمثال المسمى «خيول القدس مرقس» و«إيروس يضع الخيط على قوسه» (توجد منه نسخ مختلفة، وأفضلها موجود في المتحف البريطاني)، وأغياس (المعروف من خلال النسخة الرخامية التي عثر عليها في دلفي)، وصباب الزيت (درسدن وميونيخ)، وهرقليس فارنيزي (وضع أصلا في حمامات كاراكلا، وتوجد نسخة رخامية باقية في متحف نابولي الوطني للآثار) وأبوكسيمينوس (أو المكشطة، وهو معروف من نسخة رخامية رومانية في متاحف الفاتيكان). كان ليسيبوس أيضًا مشهورًا بمنحوتته البرونزية زيوس وهرقليس. والنسخة الوحيدة الباقية من هذا التمثال هي نسخة رومانية من صنع غليكون،  مع بنية عضلية ثقيلة والتي كانت نموذجية في بداية القرن الثالث في روما.

## ليسيبوس والإسكندر
خلال حياته، كان ليسبوس نحاتًا شخصيًا للإسكندر الأكبر، بل أنه كان الفنان الوحيد الذي رأى الفاتح أنه جدير بتصويره. يرجع الفضل إلى ليسيبوس في تمثيل الإسكندر بشعر ملوّى وشفتين مفتوحتين وينظر إلى الأعلى، لمنحه منظرا شبه إلهي. أهم مثال هو نسخة رومانية من عهد الإمبراطورية المبكرة تم العثور عليها في تيفولي، وهي محفوظة في متحف اللوفر.

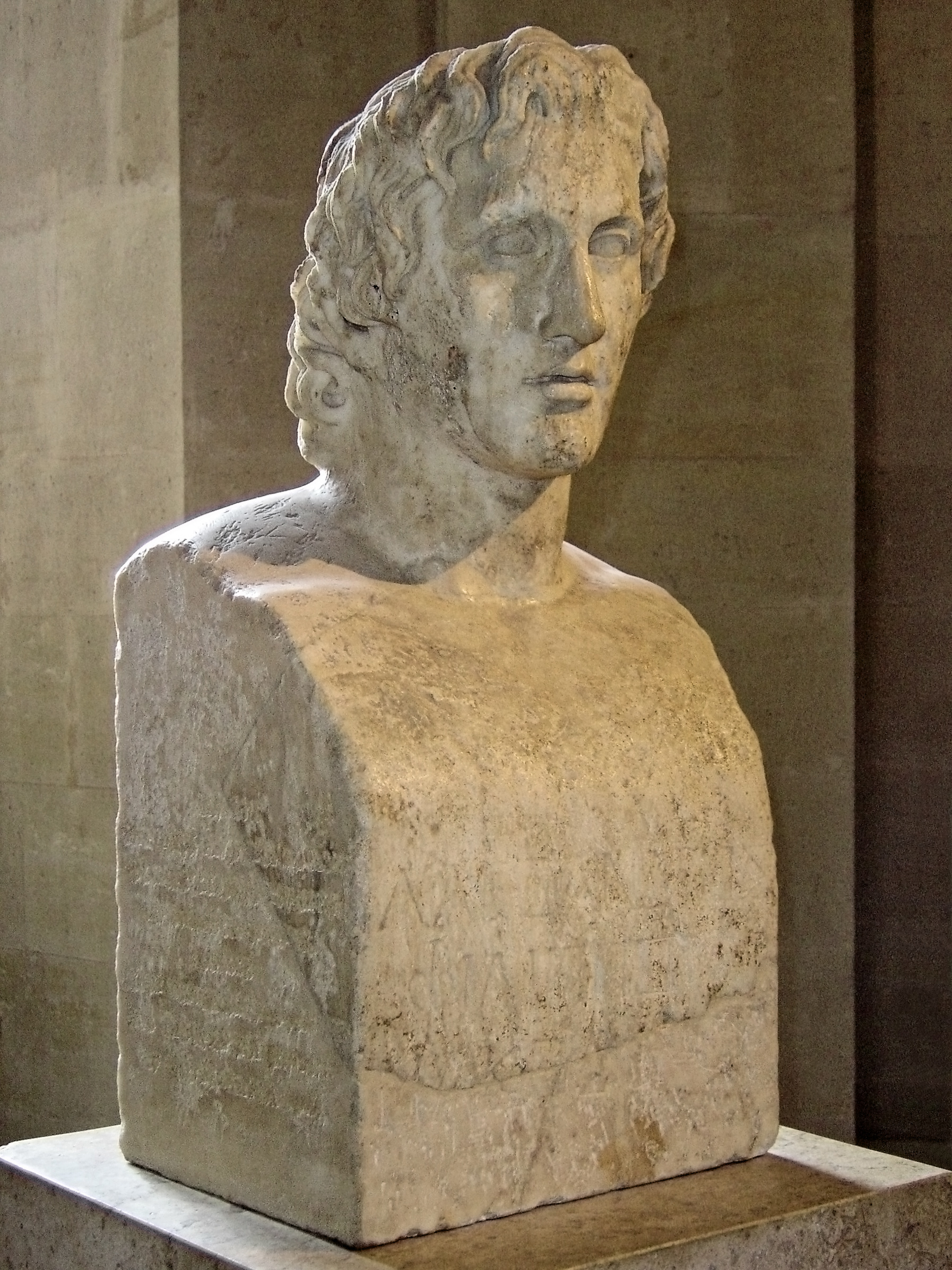
هيرميس أزارا، نسخة رومانية من تمثال الإسكندر عثر عليها في تيفولي، نسبت إلى ليسيبوس (اللوفر)

في 26 فبراير 2010، ألقت السلطات اليونانية القبض على رجلين بتهمة الحيازة غير الشرعية للآثار، حيث وجدت معهم مختلف القطع، بما في ذلك تمثال برونزي للإسكندر، ويحتمل أنه من عمل ليسيبوس. إذا تم تأكيد ذلك، فسيكون هذا أول عمل أصلي من صنع ليسيبوس يتم اكتشافه. يجري حاليا فحص التمثال في مختبر المتحف الأثري في سالونيك، والذي من المتوقع أن يؤكد أو ينكر صحته.

## الشاب المنتصر

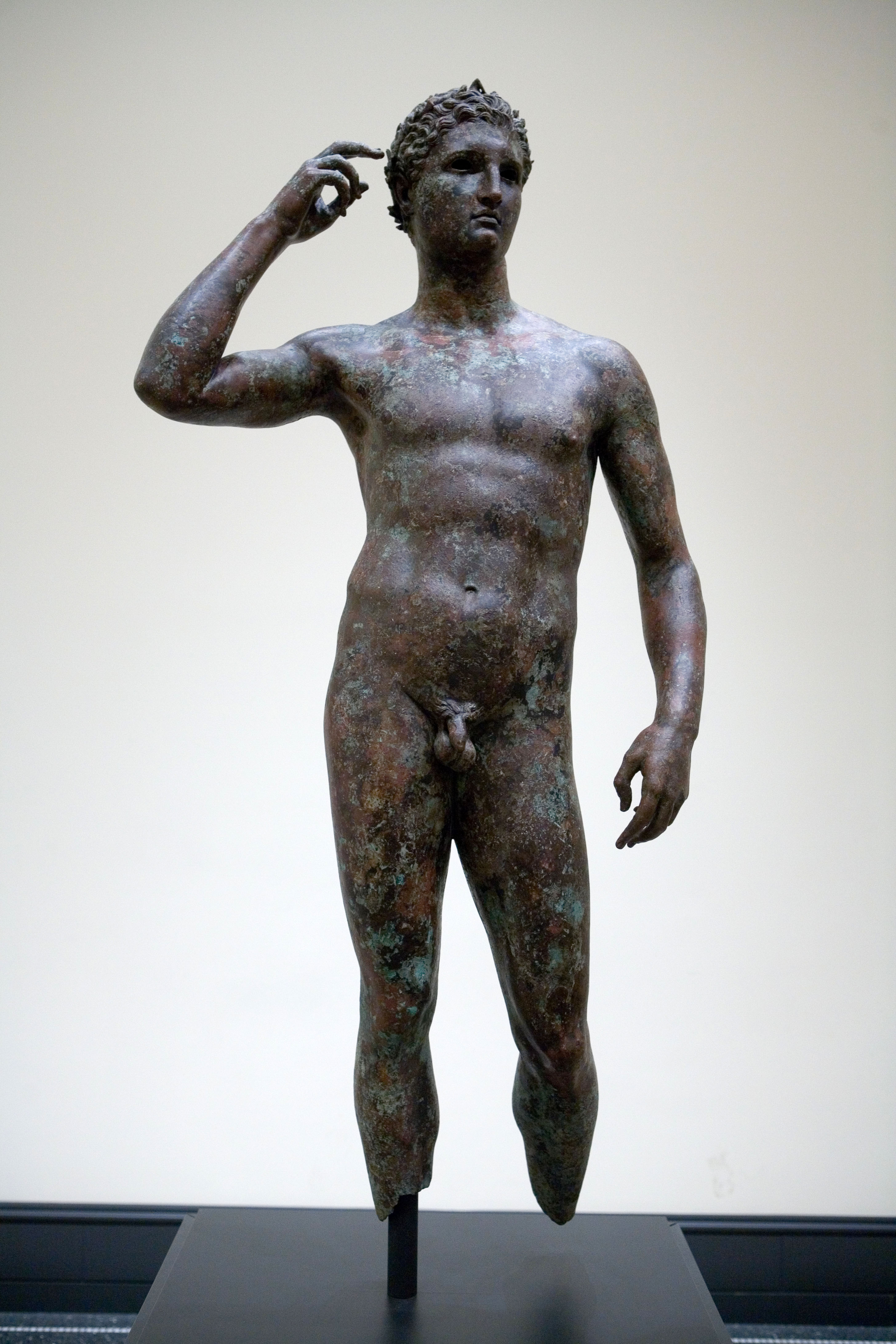
تمثال الشاب المنتصر

في عام 1972، تم اكتشاف تمثال الشاب المنتصر، أو تمثال غيتي البرونزي، ويعرفه الإيطاليون باسم «رياضي فانو» Atleta di Fano، واشتراه متحف غيتي. تم انتشال التمثال من البحر وإعادة ترميمه، حيث يُعتقد أنه كان على متن سفينة غارقة. يعتقد الباحثون أنه كان تحت الماء لعدة قرون بسبب كمية التآكل والقشرة السميكة التي غطت التمثال عندما تم العثور عليه. أمكن إزالة التآكل عن طريق تنظيف الأسطح ميكانيكياً بمشرط.
ويعتقد البعض أن التمثال من عمل ليسبوس، أو أنه نسخة على الأقل، لأن التفاصيل تتسق مع أسلوب عمله. وصفت المصادر القديمة عمل ليسيبوس أنها طبيعية مع بنية نحيلة وطويلة، وغالبا ما تكون ملامح الوجه مبالغ فيها. أولئك الذين تم تصويرهم في أعمال ليسبيوس لديهم رؤوس أصغر من الذين نحتهم معلمه بوليكوليتوس لأنه استخدم مقياسًا من واحد إلى ثمانية للرأس وإجمالي طول الجسم.

## وصلات خارجية
- Lysippos biography - an Essay نسخة محفوظة 19 أغسطس 2017 على موقع واي باك مشين.